# Le Thuit-Signol
Le Thuit-Signol ist eine Ortschaft und eine ehemalige französische Gemeinde mit 2.463 Einwohnern (Stand: 1. Januar 2018) im Département Eure in der Region Normandie. Sie gehörte zum Arrondissement Bernay und zum Kanton Bourgtheroulde-Infreville. Die Einwohner werden Thuit-Signolais genannt.
Mit Wirkung vom 1. Januar 2016 wurden die früheren Gemeinden Le Thuit-Anger, Le Thuit-Signol und Le Thuit-Simer zu einer Commune nouvelle mit dem Namen Le Thuit de l’Oison zusammengelegt und besitzen seither in der neuen Gemeinde den Status einer Commune déléguée. Der Verwaltungssitz befindet sich im Ort Le Thuit-Signol.

## Lage
Le Thuit-Signol liegt in Nordfrankreich etwa 22 Kilometer südsüdwestlich von Rouen. 

## Bevölkerungsentwicklung
| Jahr                       | 1962 | 1968 | 1975 | 1982 | 1990 | 1999 | 2006 | 2012 |
| -------------------------- | ---- | ---- | ---- | ---- | ---- | ---- | ---- | ---- |
| Einwohner                  | 532  | 602  | 1175 | 1574 | 1649 | 1766 | 2046 | 2252 |
| Quellen: Cassini und INSEE |      |      |      |      |      |      |      |      |

## Sehenswürdigkeiten

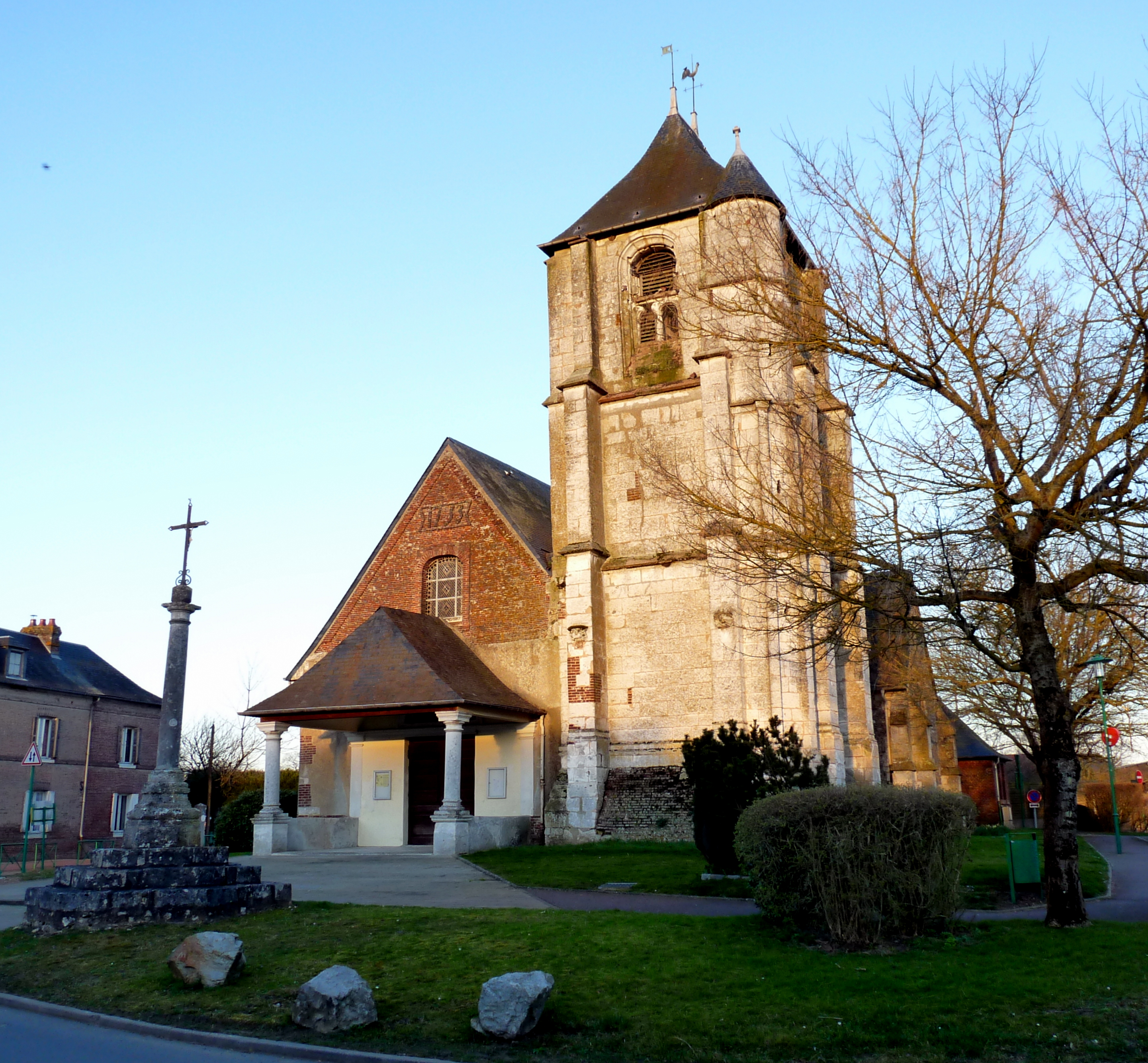
Kirche Saint-Ouen
- Calvaire
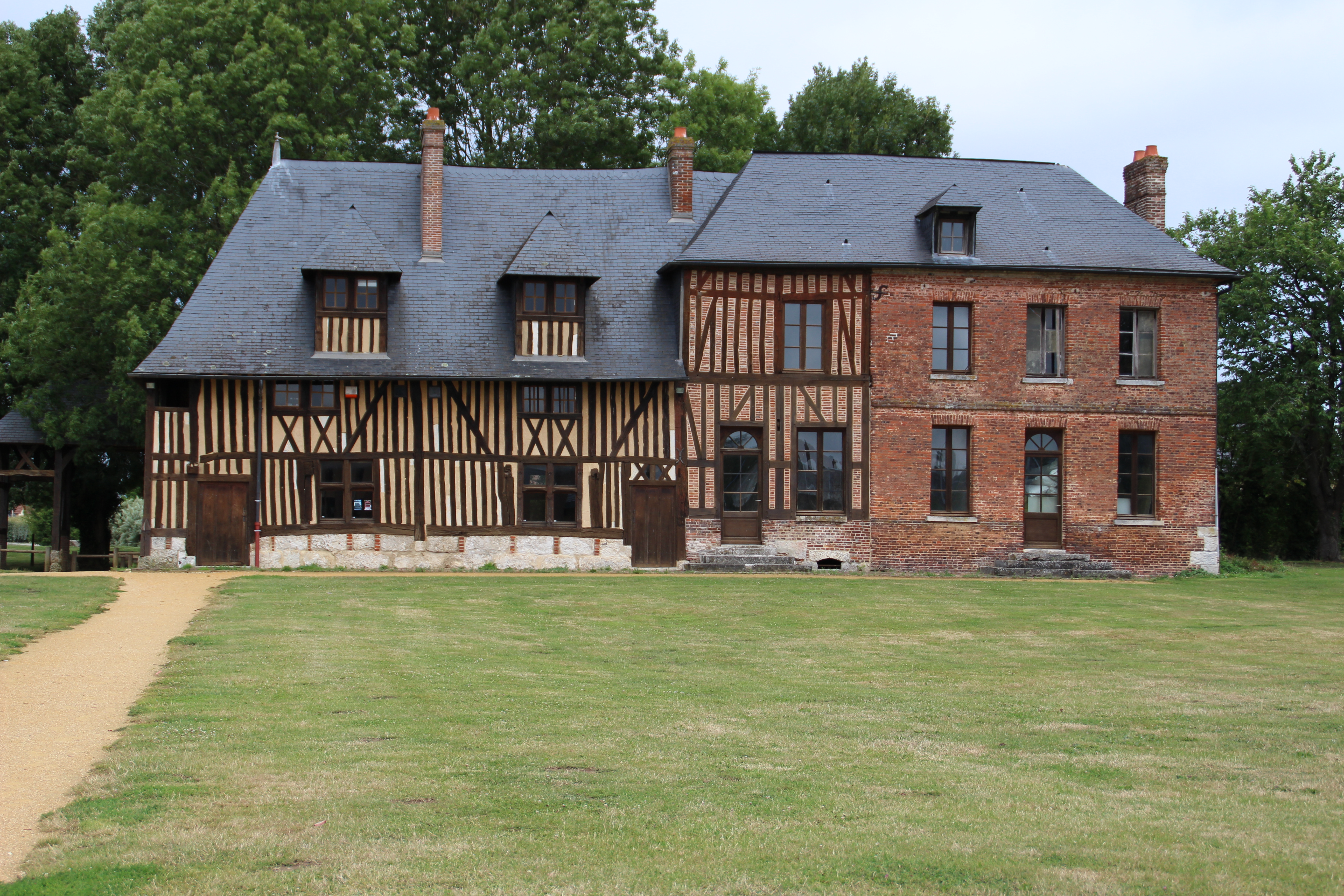
Herrenhaus Dorival
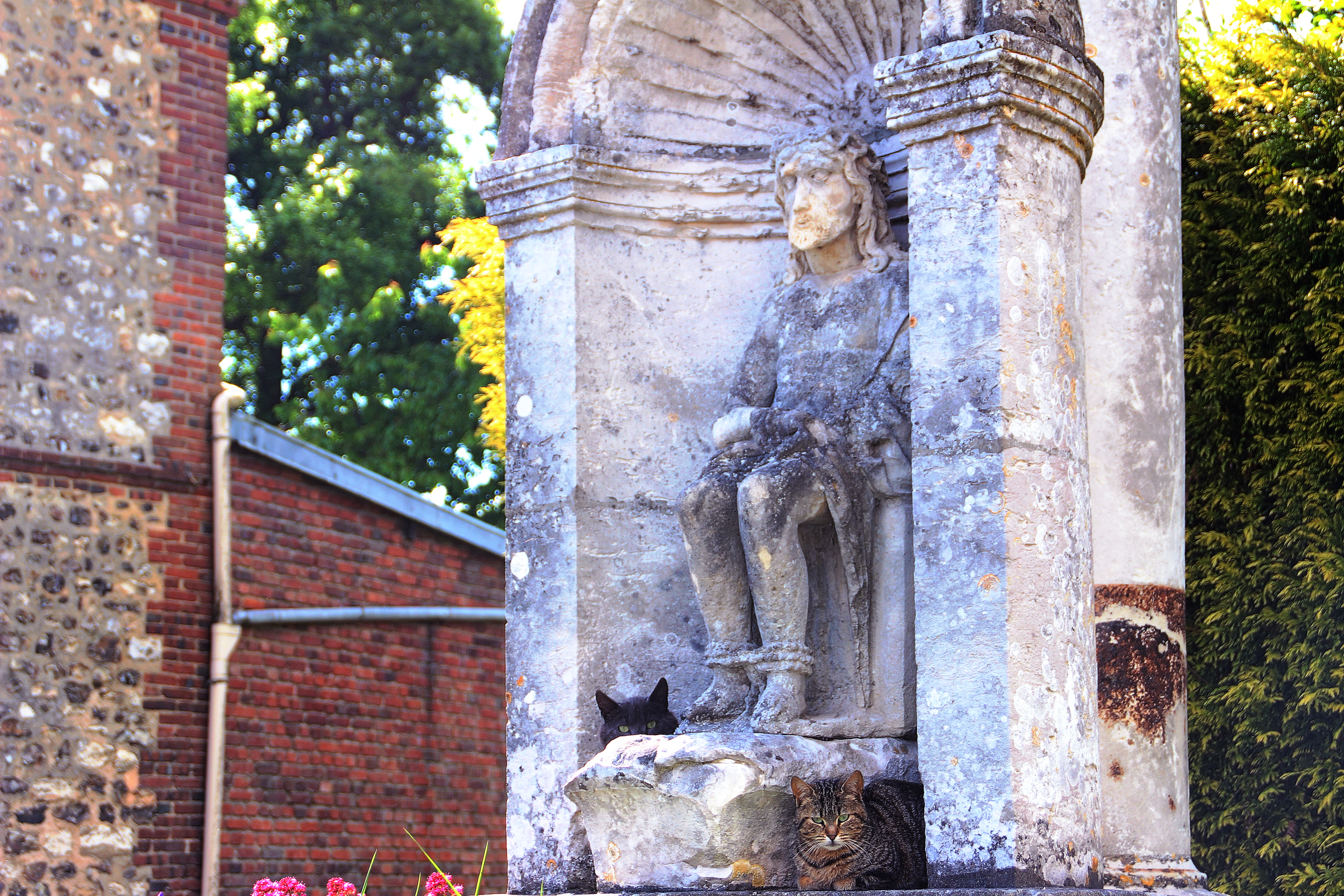
Calvaire

- Kirche Saint-Ouen
- Herrenhaus Dorival
- Calvaire